# FC Twente (vrouwenvoetbal)
FC Twente Vrouwen is een voetbalclub uit Enschede die vanaf het seizoen 2007/08 in de Eredivisie Vrouwen speelt. De KNVB beker werd 4 maal gewonnen, en de competitie werd 10 keer winnend afgesloten. De ploeg staat onder leiding van Corina Dekker.

## Historie

### Ontstaan
Reeds bij de aanstelling van Joop Munsterman als voorzitter van FC Twente in 2004 waren er plannen voor een vrouwentak binnen de club. Twee jaar later kondigde FC Twente als eerste club in Nederland aan dat die tak er inderdaad kwam, desnoods in een amateurcompetitie. Daarnaast werd Mary Kok-Willemsen aangesteld als manager Vrouwenvoetbal. Een paar maand later zette de KNVB een initiatief op om een Eredivisie voor vrouwenteams te startten. Er werden negen clubs concreet en uiteindelijk koos de bond ervoor om met zes teams te starten. FC Twente werd een van die zes teams. Daarbij startte Twente als enige van de clubs een eigen jeugdopleiding.

### 2007–2012: De beginjaren
| Seizoen | Comp.    | Beker      | Europa |
| ------- | -------- | ---------- | ------ |
| 2007/08 | 5e (ERE) | Winnaar    |        |
| 2008/09 | 5e (ERE) | Laatste 16 |        |
| 2009/10 | 4e (ERE) | Laatste 4  |        |
| 2010/11 | 1e (ERE) | Laatste 8  |        |
| 2011/12 | 2e (ERE) | Laatste 4  | 1R     |

In het eerste seizoen kwam het gros van de selectie over van Be Quick '28 uit Zwolle. Carola Winter, Anouk Dekker en Jolijn Heuvels kwamen uit de Duitse competitie en Inge Hendrix en Lorca Van De Putte werden vanuit de Belgische competitie aangetrokken. Verder was er de nodige ophef over het feit dat Twente te veel internationals in het elftal zou hebben, hetgeen de gemaakte afspraken zou schenden. Deze waren gemaakt om met een zo gelijkwaardig mogelijke competitie te starten. Hierop mochten Sanne Pluim en Karin Stevens niet bij FC Twente spelen. Gedurende dat seizoen haakten Hendrix en Jolanda Tromp af. Het seizoen werd goed begonnen, ondanks een nederlaag in de Eredivisie-opening voor ruim 5.000 toeschouwers tegen sc Heerenveen, en na een tijdje stond de ploeg zelfs aan kop. Uiteindelijk eindigde FC Twente dat jaar als vijfde. Toch won de ploeg dat jaar haar eerste prijs, door in de KNVB beker in de finale van FC Utrecht te winnen.

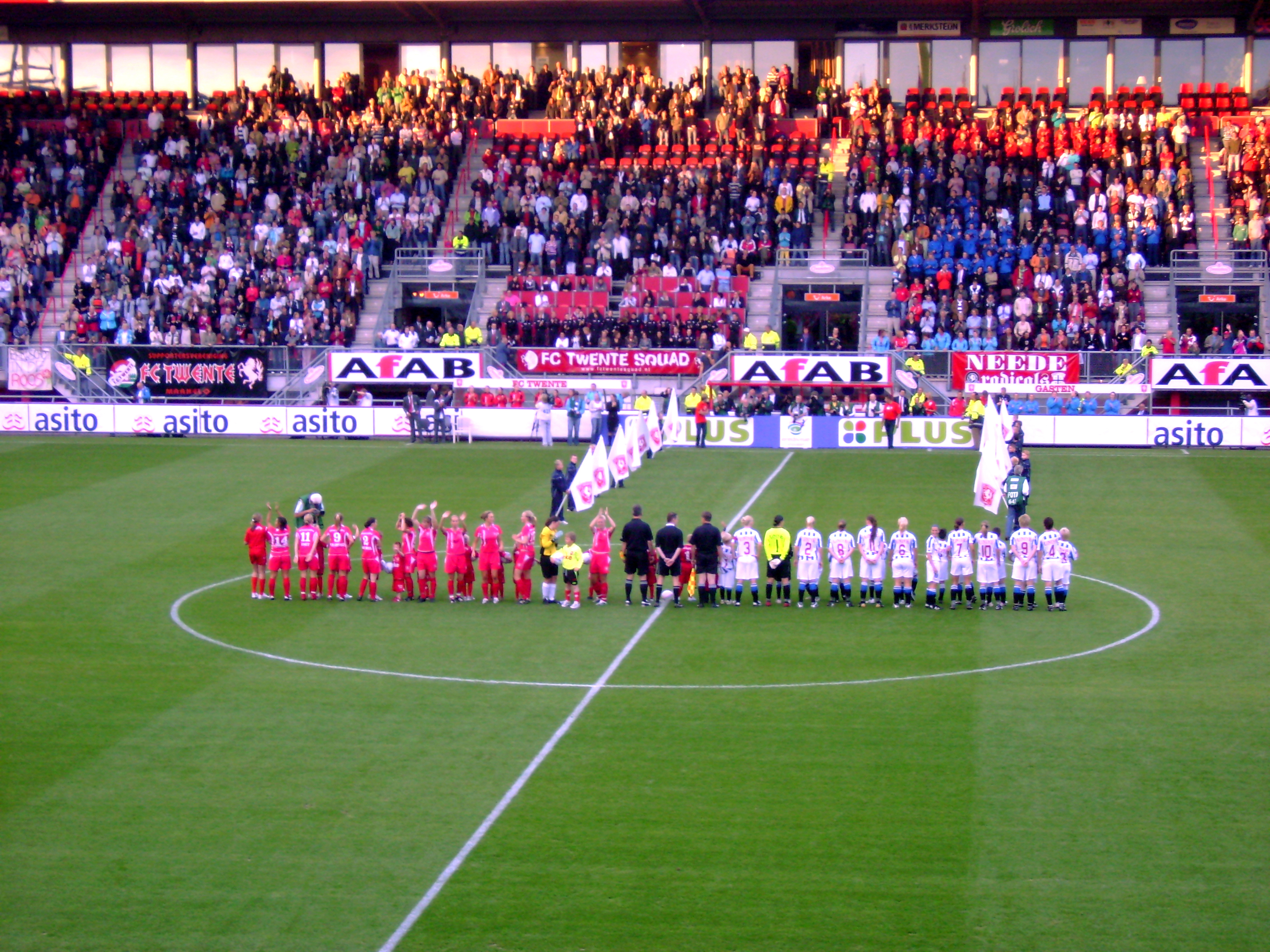
Openingswedstrijd tegen sc Heerenveen.

In het tweede seizoen plukte FC Twente de eerste vruchten van de opgezette jeugdopleiding. Zo werden Tiffany Loeven, Marloes Hulshof, Maayke Heuver, Carmen Bleuming, Larissa Wigger en Siri Worm aan de selectie toegevoegd. Verder kwamen Lenie Onzia en Félicienne Minnaar over van Arsenal. Laura Geurts en Nora Häuptle waren de andere versterkingen. Daartegenover stond een vertrek van enkele belangrijke spelers. Zo zag de ploeg topscorer Sylvia Smit vertrekken naar sc Heerenveen en ook international Marije Brummel volgde die weg. Jessica Torny vertrok naar Willem II en Aniek Schepens naar Roda JC. Marieke van Ottele, Anne Garretsen, Floranne van den Broek, Malenthe Lugtmeier en Rebecca Tousalwa vertrokken allen naar amateurverenigingen. Met een zeer jonge ploeg begon FC Twente aan het seizoen en moest lijdzaam toezien hoe de ervaren Marloes de Boer nauwelijks in actie kon komen vanwege een blessure. Gaandeweg het seizoen werd met Ellen Jansen nog een jeugdspeler aan de selectie toegevoegd en zag de ploeg Nora Häuptle alweer vertrekken. Rond de winterstop besloten daarnaast Sanne Pluim en Janneke Bijl te stoppen met voetbal. In de competitie eindigde de ploeg als vijfde. In het bekertoernooi werd na winst in de eerste wedstrijd FC Twente, alsmede de andere BVO's, teruggetrokken uit het bekertoernooi door de KNVB. De bond dacht dat dit de voorbereiding van de nationale ploeg ten goede zou komen voor het Europees kampioenschap voetbal vrouwen 2009.
Seizoen 2009/10 werd ingegaan met enkele mutaties. Van Roda JC kwam Suzanne de Kort, Denise van Luyn kwam van FC Utrecht en Marianne van Brummelen werd in de Eerste klasse gescout. Verder werden er met Maud Roetgering, Kirsten Bakker en Ines Roessink weer drie jeugdspelers aan de selectie toegevoegd. Nadja Olthuis vertrok naar sc Heerenveen en Anneloes Kock en Laura Geurts keerden terug naar het amateurvoetbal. Gaandeweg het seizoen besloot Carola Winter, die haar basisplaats verloren was, te stoppen met voetbal. In de Eredivisie deed FC Twente lang mee om plek drie, maar werd uiteindelijk vierde. Er werden slechts vijf van de twintig wedstrijden verloren, maar ook maar evenzovaak gewonnen. In het bekertoernooi leek de ploeg voor nieuw succes te gaan, nadat onder meer AZ in de kwartfinale verslagen werd, maar hoofdklasser Ter Leede bleek na strafschoppen te sterk in de halve finale.

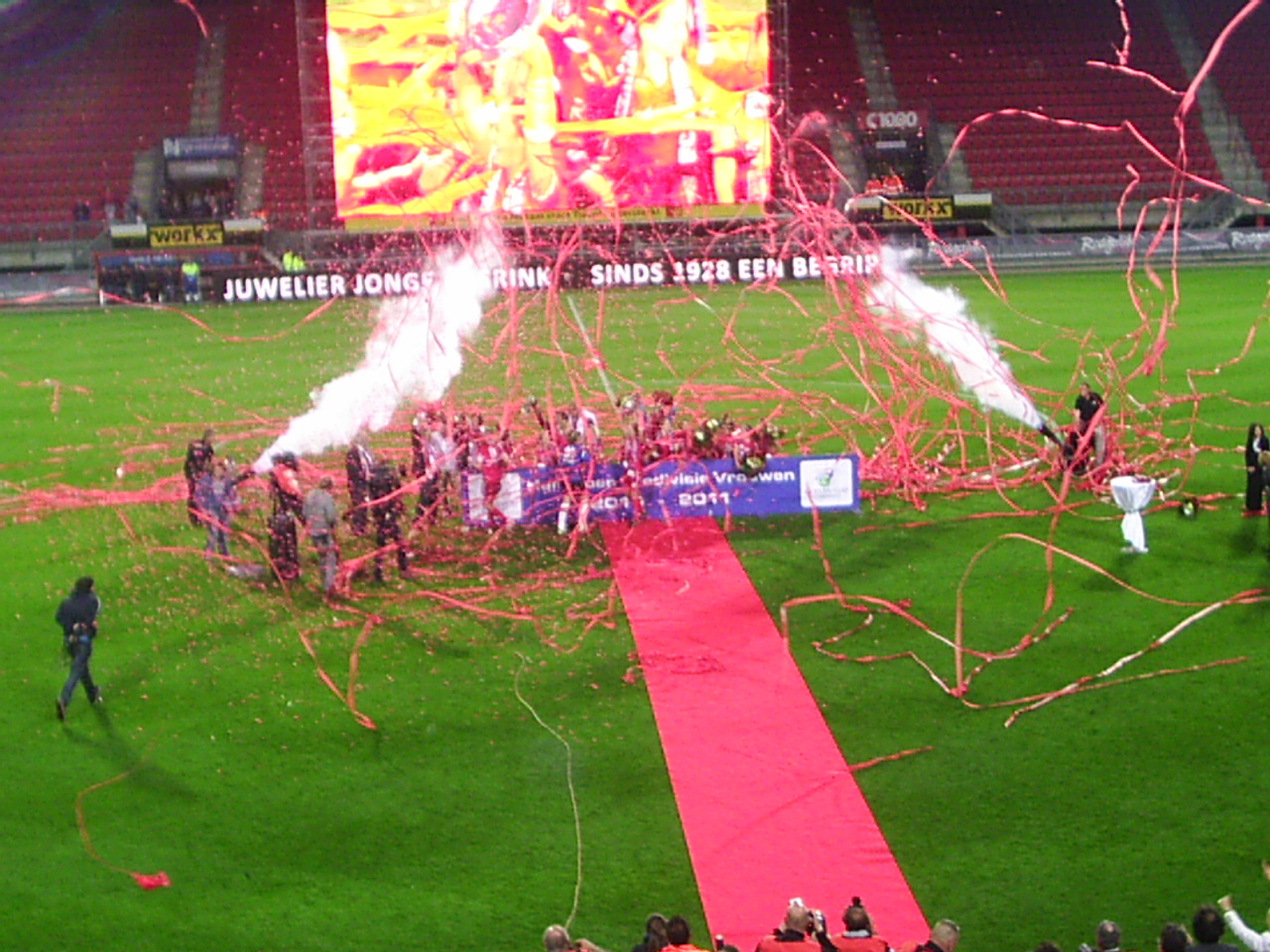
Op de laatste speeldag werd in seizoen 2010/11 de landstitel veroverd.

Voor het seizoen 2010/11 was Mary Kok-Willemsen op zoek naar ervaren spelers, na onder meer het vertrek van Bijl en Winter. Uiteindelijk werden twee spelers uit de Verenigde Staten aan de selectie toegevoegd, te weten Ashley Nick en Caitlin Farrell. Met Sari van Veenendaal werd het vertrek van Denise van Luyn opgevangen en Joyce Mijnheer werd als topscorer van het beloftenteam overgeheveld naar het eerste. Mirte Roelvink verdiende een transfer naar FCR 2001 Duisburg en ook Lenie Onzia en Amber van der Heijde verlieten de club. Na een stroef begin (1 punt uit 2 wedstrijden) vond de ploeg langzaam de weg omhoog. Toen na veertien speelronden de balans opgemaakt werd voor de laatste zeven speelronden voerde FC Twente de ranglijst aan. Caitlin Farrell verliet daarna de club om weer in de Verenigde Staten te gaan spelen. Daartegenover stond dat met Marthe Munsterman weer een jeugdspeler aan de selectie werd toegevoegd. In het bekertoernooi ging het minder voorspoedig. RVVH werd nog wel verslagen, maar tegen hoofdklasser RCL werd na een strafschoppenserie in de kwartfinale het onderspit gedolven. In de competitie ging het wel goed. De voorsprong op de concurrenten werd behouden. Hoewel ADO Den Haag nog tot één punt naderde, werd op 12 mei 2011 in de laatste speelronde voor zo'n 7.000 toeschouwers de landstitel veroverd.
In seizoen seizoen 2011/12 waren er weinig mutaties in het elftal. Zo vertrokken Tiffany Loeven (DTS Ede), Jolijn Heuvels en Marianne van Brummelen (beiden FC Zwolle) en besloot Marloes de Boer om een punt achter haar carrière te zetten. Daartegenover stond de komst van international Shanice van de Sanden van sc Heerenveen, Danielle de Seriere en Blakely Mattern uit de Verenigde Staten en werd Tessa Klein Braskamp uit de jeugdopleiding overgeheveld. Gaandeweg het seizoen gebeurde dat ook met Tashira Renfurm. Tevens begon de ploeg met John van Miert voor het eerst met een nieuwe trainer aan het seizoen. Mary Kok-Willemsen werd manager Vrouwenvoetbal. Halverwege nam Arjan Veurink het stokje alweer over, daar Van Miert ook een andere functie binnen de club kreeg. Twente begon sterk aan de competitie en debuteerde in de UEFA Women's Champions League. Na een dubbele ontmoeting met het Russische WFC Rossiyanka hield dat avontuur echter alweer op. Tot aan de winterstop was het stuivertje wisselen met ADO Den Haag om de koppositie in de Eredivisie. Na de winterstop moest FC Twente echter afhaken in de titelstrijd, mede door een grote blessuregolf. Ook werd het in de halve finales van het bekertoernooi uitgeschakeld door VVV-Venlo. In de competitie eindigde de ploeg op een tweede plaats.

### 2012-2019: De succesjaren
| Seizoen | Comp.    | Beker          | Europa              |
| ------- | -------- | -------------- | ------------------- |
| 2012/13 | 1e (ERE) | Finale         |                     |
| 2013/14 | 1e (ERE) | Laatste 4      | 1R (Laatste 32)     |
| 2014/15 | 1e (ERE) | Winnaar        | Laatste 32          |
| 2015/16 | 1e (ERE) | Laatste 8      | Laatste 16          |
| 2016/17 | 2e (ERE) | Kwartfinale    | Laatste 16          |
| 2017/18 | 1e (ERE) | Achtste finale | Niet gekwalificeerd |
| 2018/19 | 2e (ERE) | Halve finale   | Niet gekwalificeerd |

Aan het einde van seizoen 2011-2012 verlieten Ashley Nick, Blakely Mattern, Joyce Mijnheer en Lorca van de Putte FC Twente. In de winterstop vertrok ook Courtney Goodson. Sherida Spitse en Jill Roord, die in de winterstop vanuit de Beloften overkwam, versterken. Met de start van de eerste editie van de BeNe League, speelde de ploeg van Arjan Veurink in een heel andere competitiesetting dan voorheen. In de eerste seizoenshelft kwamen de vrouwen van FC Twente uit in de BeNe League Orange, waarin alleen de Nederlandse ploegen de strijd met elkaar aangingen. FC Twente Vrouwen verloor niet één wedstrijd in de BeNe League Orange, waardoor ze als eerste eindigden. In de tweede seizoenshelft kwamen ze uit in de BeNe League A, waarin de beste vier clubs uit Nederland en de beste vier clubs België streden om het kampioenschap. Na minimaal puntverlies in de BeNe League A, werd FC Twente Vrouwen op 10 mei Kampioen van Nederland. Met dit kampioenschap werd deelname aan de Women’s Champions League voor het seizoen 2013-2014 behaald. Op 25 mei kon FC Twente Vrouwen in de eigen De Grolsch Veste ook de eerste kampioen worden van de BeNe League. In een rechtstreeks kampioensduel tegen het Belgische Standard de Liège zagen 9000 supporters FC Twente na een 0-1 achterstand de wedstrijd met 3-1 winnen. FC Twente kroonde zich hiermee tot de eerste kampioen van de BeNe League.
Naast de twee behaalde titels presteerde FC Twente ook erg goed in de race om de KNVB Beker. Echter werd de finalewedstrijd tegen ADO Den Haag na een penaltyreeks verloren, waardoor de KNVB Beker niet aan het mooie rijtje van prijzen kon worden toegevoegd.
Nieuwe speelsters dit seizoen zijn Suzanne Marees en Veerle Willekens, vanuit de academie maakte Vera Berends de stap naar de eerste selectie. Aan het einde van seizoen 2012-2013 verlieten Danielle de Seriere, Marloes Hulshof en Tessa Klein Braskamp FC Twente. In de winterstop van het nieuwe seizoen vertrok ook Sherida Spitse als eerste speelster waar in Nederland een transfersom voor betaald is. In maart vertrok Suzanne Marees naar Ajax. In februari kwam Emilie Fillion FC Twente versterken. Het tweede seizoen van de BeNe League werd begonnen met acht Nederlands en zeven Belgische clubs. Midden in het seizoen werd StichtingVrouwenvoetbal Utrecht failliet verklaard waardoor FC Utrecht uit de competitie werd genomen. Dit seizoen is niet meer gespeeld in een Orange en Red League, maar vanaf de start in één gezamenlijk competitie. Op vrijdag 16 mei werd opnieuw de landstitel behaald na de 2-1 overwinning op sc Heerenveen in De Grolsch Veste. Hiermee werd deelname aan de UEFA Women’s Champions League veilig gesteld. Ook de tweede BeNe League titel werd door de ploeg bijgeschreven. Na een misstap van Standard de Liège dat lange tijd aan kop ging had FC Twente het op de laatste speeldag volledig in eigen hand. Met grote overtuiging werd de uitwedstrijd op 6 juni tegen Club Brugge met liefst 0-7 gewonnen. In de KNVB Beker was Ajax in de halve finale met 0-2 te sterk.
Op 14 oktober 2015 bereikte FC Twente voor de eerste keer de laatste zestien van de Champions League. Op 11 november 2015 bezochten ruim 14.000 toeschouwers de thuiswedstrijd tegen FC Barcelona in de achtste finales van de Champions League.
Op 13 augustus 2019 werd bekend dat de vrouwen van FC Twente een ticket voor de Champions League voor dat seizoen hadden bemachtigd. Het is voor de vrouwen van FC Twente de zesde keer dat ze zich plaatsen voor de hoofdfase van de Champions League. De eerste keer was in het seizoen 2011/2012.

### 2019-2025: Recordkampioen
| Seizoen | Comp.    | Beker                           | Europa                         |
| ------- | -------- | ------------------------------- | ------------------------------ |
| 2019/20 | 3e (ERE) | Uitgesteld door de coronacrisis | Laatste 16                     |
| 2020/21 | 1e (ERE) | Laatste 4                       | Niet gekwalificeerd            |
| 2021/22 | 1e (ERE) | Laatste 8                       | Uitgeschakeld in kwalificaties |
| 2022/23 | 2e (ERE) | Winnaar                         | Uitgeschakeld in kwalificaties |
| 2023/24 | 1e (ERE) | Laatste 8                       | Uitgeschakeld in kwalificaties |
| 2024/25 | 1e (ERE) | Bekerwinst                      | Groepsfase                     |

In het seizoen 2019-2020 streed FC Twente op drie fronten: de Eredivisie, KNVB Beker en in de Champions League. O.a. Fenna Kalma en Davinia Vanmechelen werden als nieuwe speelsters aangetrokken. In de eredivisie begon Twente met twee overwinningen, maar de daaropvolgende drie wedstrijden wist Twente niet te winnen. De rest van het seizoen presteerde Twente wisselvallig totdat door de Coronacrisis het seizoen werd uitgesteld. Twente eindigde hierdoor op een derde plaats. Om dezelfde reden werd het toernooi om de KNVB Beker ook nooit afgemaakt. In de Champions League versloeg Twente na een succesvolle kwalificatie het Oostenrijkse SKN Sankt Pölten. In de achtste finales was VFL Wolfsburg vervolgens veel te sterk en won met een cumulatieve score van 7-0.
Technisch directeur René Roord trok voor het seizoen 2020-2021 o.a. spelers als Kika van Es, Marisa Olislagers, Kerstin Casparij en Elena Dhont aan. Anna-Lena Stolze werd voor twee jaar gehuurd van VFL Wolfsburg. Twente begon dit seizoen slecht met maar één overwinning uit de eerste vier wedstrijden. Daarna werd de weg omhoog ingezet. Enkel tegen ADO Den Haag werd nog twee keer gelijkgespeeld, alle andere wedstrijden werden allemaal gewonnen. Na een 1-0 overwinning op Ajax werd Twente op 23 mei 2021 kampioen door ADO Den Haag met 1-0 te verslaan. In de KNVB Beker werd Twente in de halve finale uitgeschakeld door ADO Den Haag. Na afloop van dit seizoen vertrok succestrainer Tommy Stroot naar VFL Wolfsburg. Stroot werd opgevolgd door Robert de Pauw.
Voorafgaand aan het seizoen 2021-2022 wist Twente de selectie grotendeels intact te houden. Lynn Wilms en Sisca Folkertsma vertrokken naar respectievelijk VFL Wolfsburg en Girondins de Bordeaux. Om dit gemis op te vangen werden Caitlin Dijkstra, Kim Everaerts, Kayleigh van Dooren, Nurija van Schoonhoven en Lotje de Keijzer aangetrokken. Vanuit de jeugd stroomden Wieke Kaptein, Fieke Kroese en Sterre Kroezen door naar het eerste elftal. Eerstgenoemde werd basisspeelster en speelde op vijftienjarige leeftijd voor FC Twente in de kwalificatie voor de Champions League. In deze competitie wist FC Twente niet door te stoten tot de groepsfase. Na overwinningen op FC Nike en Spartak Subotica verloor Twente over twee wedstrijden van Benfica. De twee wedstrijden na de uitschakeling in de Champions League wist Twente ook niet te winnen. Na deze tweede verliespartij verloor Twente echter geen wedstrijd meer. Aan de hand van Renate Jansen, Kayleigh van Dooren en vooral Fenna Kalma, die 33 keer wist te scoren, werd Ajax op doelsaldo op een grote achterstand gezet. Op 20 mei 2022 kon Twente het kampioenschap alleen nog ontgaan als Ajax met 10-0 zou weten te winnen. Ajax kwam met 2-0 voor, maar door doelpunten van Stolze, Dhont en Everearts draaide Twente de wedstrijd volledig om en werd het kampioen van het seizoen 2021-2022. Door dit achtste kampioenschap werd FC Twente samen met SV Saestum recordkampioen van Nederland. In de KNVB Beker was Twente minder succesvol en werd het al in de kwartfinale uitgeschakeld na een 1-5 verliespartij tegen Ajax. In de Eredivisie Cup werd wel de finale gehaald nadat ADO Den Haag over twee wedstrijden met 8-1 werd verslagen. In deze finale op 5 juni 2022 werd vervolgens Ajax ook met 4-3 verslagen, waardoor Twente de Eredivisie Cup voor de tweede keer aan de prijzenkast toevoegde. 
Robert de Pauw besloot tijdens het seizoen 2021-2022 al dat hij weer na één seizoen zou vertrekken bij FC Twente. Joran Pot werd aangesteld als opvolger van de Pauw. Ook Kika van Es, Lysanne van der Wal, Danique Ypema, Nurija van Schoonhoven en Lotje de Keijzer vertrokken bij FC Twente. Hiervoor werden Danique Kerkdijk, Danique van Ginkel en Marit Auée als vervangers gehaald. Tevens keerde Maud Roetgering terug als speelster nadat ze in 2020 was gestopt om een commerciële functie binnen de club te gaan bekleden.
Het seizoen 2022/23 begon voor FC Twente met een 13-0 overwinning op het Moldavische Anenii Noi FC in de voorrondes van de Champions League. In het volgende duel werd FC Twente net als voorgaand seizoen uitgeschakeld door het Portugese Benfica en liep het wederom Champions League voetbal mis. Op 11 september 2022 haalde FC Twente met een 3-2 winst op Ajax in de Super Cup de eerste prijs van het seizoen binnen. In de eerste seizoenshelft van de eredivisie bleef FC Twente foutloos. Alle wedstrijden werden gewonnen en vaak ook met overtuigende uitslagen. Nadat Ajax punten had laten liggen in de thuiswedstrijd tegen Feyenoord, kon Twente Vrouwen een bijna onoverbrugbare voorsprong pakken in de uitwedstrijd tegen Fortuna Sittard. Dit lukt echter niet mede doordat scheidsrechter Oscar van Hoof Twente benadeelde door twee controversiële penalty's en een onterechte rode kaart te geven. Hierdoor liep de ploeg door doelpunten van Tessa Wullaert en Hanna Huizenga tegen cruciaal puntverlies op zo zou later blijken. In de volgende wedstrijden bleef Twente foutloos en werd de finale van de KNVB Beker bereikt totdat FC Twente op bezoek moest bij Ajax in Amsterdam. Na een vroeg doelpunt van Tiny Hoekstra kon Twente de kansen niet benutten. Doordat onder andere Wieke Kaptein de lat raakte, wist Ajax stand te houden en kwamen zij met nog één wedstrijd te gaan op één punt voorsprong op FC Twente. Vervolgens wist Ajax de laatste wedstrijd van het seizoen uit bij PEC Zwolle te winnen waardoor FC Twente het kampioenschap voor het eerst sinds het seizoen 2018/19 misliep. De KNVB Beker werd even later wel gewonnen door PSV in de finale met 4-0 te verslaan. Na Fortuna Sittard met een cumulatieve score over twee wedstrijd met 9-0 te verslaan, kreeg FC Twente in de finale van de Eredivisie Cup de kans om revanche te nemen op Ajax. Door deze wedstrijd met 4-3 te winnen slaagde FC Twente hierin en werd de derde prijs van het seizoen gepakt.
Na afloop van het seizoen 2022/23 trokken veel speelsters van FC Twente Vrouwen de deur achter hun dicht. Na 125 doelpunten voor de club te hebben gemaakt, is Fenna Kalma naar VfL Wolfsburg vertrokken. Daarnaast heeft Bente Jansen de club na zeven seizoenen verlaten. Ook de drie keepsters, Daphne van Domselaar, Lois Niënhuis en Inge Tijink, hebben Twente verlaten. Daniëlle de Jong van PSV, Fiene Bussman van AFC Ajax en Leonie Doege van Borussia Bocholt werden als vervangsters aangetrokken. Tevens zijn Suzanne Giesen en Maud Roetgering naar PSV vetrokken. Giesen als speelster en Roetgering om de functie van technisch manager te bekleden. Om dit gemis op te vangen heeft technisch directeur René Roord de volgende speelsters aangetrokken: Jaimy Ravensbergen en Liz Rijsbergen van ADO Den Haag, Annouk Boshuizen van Feyenoord, Leonie Vliek en Jill Diekman van PEC Zwolle en Taylor Ziemer van het IJslandse Breiðablik Kópavogur. Tevens hebben aanvoerster Renate Jansen, Belgisch international Elena Dhont, jeugdinternationals Kim Everaerts, Sterre Kroezen, Suus Verdaasdonk en Eva Oude Elberink hun contract verlengd of eerste contract ondertekend.
Het seizoen 2023/24 begon voor FC Twente met de strijd om de Supercup tegen landskampioen Ajax. Door doelpunten van Rijsbergen, Jansen (2×), Kaptein en Oude Elberink wist Twente de Supercup voor het tweede jaar op rij aan haar prijzenkast toe te voegen. Een paar dagen erna volgde de kwalificaties voor de Champions League. In de eerste wedstrijd wist FC het Oostenrijkse SK Sturm Graz met 6-0 te verslaan. Daarna volgde een duel met het Spaanse Levante UD die Twente ondanks een vroege 2-0 achterstand met 3-2 wist te winnen waardoor Twente een tweeluik wachtte tegen het Zweedse BK Häcken. In de eerst wedstrijd in Göteborg wist FC Twente door doelpunten van Ziemer en Vliek met 2-2 gelijk te spelen. In de return kon FC Twente het karwei afmaken en kwam het in de eerste helft op voorsprong dankzij opnieuw Vliek. In de tweede helft zagen de 8.000 toeschouwers het in de Grolsch Veste echter helemaal misgaan. Twente verloor alsnog met 1-2 en zo viel de Champions League droom in duigen. In de competitie wist FC Twente zich van deze flinke domper te herstellen. In de eerste eredivisiewedstrijd wist Twente met 7-0 af te rekenen met Telstar en volgden louter overwinningen. Het gemis van Fenna Kalma en Daphne van Domselaar zorgde er wel voordat de ploeg minder makkelijk scoort en meer tegendoelpunten kreeg. Desondanks wist FC Twente alle wedstrijden, waaronder de uitwedstrijd bij Ajax, te winnen waardoor het met een voorsprong van zeven punten de winterstop in ging. De Amsterdammers lieten punten liggen tegen Telstar en PSV.
De eerste vier wedstrijden en de eerste bekerwedstrijd van de tweede seizoenshelft werden probleemloos gewonnen door FC Twente. Op 3 maart 2024 speelde FC Twente de kraker tegen Ajax in De Grolsch Veste. Deze werd met 0-3 verloren waardoor de Tukkers haar grootste concurrent dichterbij zagen komen. Na een moeizame overwinning op PSV dankzij twee doelpunten van de teruggekeerde Elena Dhont, volgde opnieuw een teleurstelling door in de KNVB Beker uitgeschakeld te worden na een 3-0 nederlaag tegen Feyenoord. Ondanks nieuw puntenverlies tegen AZ kon FC Twente na een 1-0 overwinning op ADO Den Haag en een nederlaag van concurrent Ajax op bezoek bij sc Heerenveen op 21 april 2024 kampioen worden in de uitwedstrijd tegen FC Utrecht. Door een doelpunt van Marisa Olislagers kwam FC Twente in de eerste helft op voorsprong, maar door doelpunten van oud FC Twente speelster Lotje de Keijzer en Amber Visscher draaide FC Utrecht de wedstrijd volledig om. De gelijkmaker van Caitlin Dijkstra in de 90ste minuut was voor FC Twente onvoldoende om kampioen te worden. Op 1 mei 2024 kreeg FC Twente een nieuwe kans om kampioen te worden in een uitwedstrijd tegen Fortuna Sittard, maar door doelpunten van de Belgische speelsters Tessa Wullaert en Féli Delacauw liet FC Twente deze kans opnieuw liggen. Hierdoor kwam het aan op de laatste speeldag, waarin FC Twente Telstar ontving in de Grolsch Veste. Door twee doelpunten van de van een zware blessure teruggekeerde Jaimy Ravensbergen wist FC Twente op 11 mei 2024 voor de negende keer in haar historie landskampioen van de Vrouwen Eredivisie te worden. Renate Jansen (die bekendmaakte na 9 jaar te vertrekken bij FC Twente), Wieke Kaptein (naar Chelsea F.C.), Caitlin Dijkstra (naar VfL Wolfsburg), Danique Kerkdijk (stopt), Marit Auée, Marisa Olislagers (beiden Brighton & Hove Albion WFC), Elena Dhont (US Sassuolo, Fieke Kroese (AZ), Leonie Doege (VfL Bochum), Taylor Ziemer en Anna-Lena Stolze (beiden naar 1. FC Köln) namen daarmee afscheid van de club met het landskampioenschap. Door het behaalde kampioenschap kwam FC Twente op het einde van het seizoen uit in de Eredivisie Cup. Na een 3-0 overwinning op Fortuna Sittard behaalde het daarin de finale waarin PSV de tegenstander was. Jaimy Ravensbergen hielp Twente aan een vroege voorsprong, maar door doelpunten van Joëlle Smits en Nina Nijstad wist PSV de voorsprong te pakken. Nadat Ella Peddemors in de 86ste minuut gelijk maakte, was het Lieske Carleer die met haar eerste doelpunt voor FC Twente de club aan de Eredivisie Cup hielp. Hiermee sloot FC Twente het seizoen 2023/24 af met drie prijzen. Naast het landskampioenschap won het ook de Supercup en Eredivisie Cup.
Voorafgaand aan het seizoen 2024/25 moest technisch directeur René Roord bouwen aan een nieuwe selectie na het vertrek van diverse speelsters. Van Fortuna Sittard werden drie speelsters overgenomen: Charlotte Hulst, Alieke Tuin en Anna Knol. Ook werden met Merel Bormans en Imre van der Vegt twee speelsters overgenomen van competitiegenoten sc Heerenveen en PEC Zwolle. Van concurrent Ajax werd de talentvolle Sophie Proost vastgelegd. Daarnaast werd van het Belgische Oud-Heverlee Leuven Nikée van Dijk naar Enschede gehaald. Met de IJslandse Amanda Andradóttir en het Australische talent Daniela Galic werden ook twee buitenlandse speelsters aangetrokken. Tevens maakte Ella Peddemors de overstap naar VfL Wolfsburg, maar zal ze in het seizoen 2024/25 nog worden verhuurd aan FC Twente. Vanuit de jeugd vertrokken zes speelsters naar het nieuw opgerichte De Graafschap, Marit Speek en Indy Appelman naar sc Heerenveen en Sofie Vermeer naar SV Saestum. Tot slot werden keepster Kiki Vissers en aanvalster Rose Ivens overgeheveld naar het eerste elftal van de Tukkers. Voor FC Twente begon het seizoen 2024/25 op 31 augustus in de Supercup tegen Ajax. Door de Amsterdammers mer 6-1 te verslaan wist FC Twente opnieuw de Supercup te winnen. Hierna volgde een succesvolle kwalificatiereeks waarin FC Twente Vrouwen zich voor het eerst wist te plaatsen voor de groepsfase van de Champions League. Hierin verloren de Tukkers van Real Madrid en Chelsea FC, waarna uitschakeling volgde. De wedstrijden tegen het Schotse Celtic FC werden wel gewonnen. In de eredivisie liep FC Twente, mede door het dubbele programma, averij op in wedstrijden tegen PSV en Excelsior. Ook de uitwedstrijd tegen Ajax ging met 2-0 verloren. In de winterstop werd de verhuurperiode van Ella Peddemors vervroegd beëindigd, waardoor ze al eerder terugkeerde naar VfL Wolfsburg. Als vervangster werd Lynn Groenewegen, de speelster die met een rake kopbal het puntverlies van FC Twente tegen Excelsior inluidde, gehaald. Hoofdtrainer Joran Pot maakte bekend na het seizoen 2024/25 te vertrekken. Na de winterstop verloor Twente geen wedstrijd meer en liep het alleen tegen puntverlies aan in een 2-2 gelijkspel met directe concurrent PSV. Na een 10-1 uitoverwinning bij Excelsior wist FC Twente de koppositie over te nemen van de Eindhovense club en stond deze vervolgens niet meer af. In de laatste speelronde kwam FC Twente in de Grolsch Veste met 0-2 achter tegen AZ, maar wist het aan de hand van een hattrick van topscoorster Jaimy Ravensbergen alsnog het tiende kampioenschap in de wacht te slepen. Eerder werd ook de KNVB Beker gewonnen door PSV met 2-1 in de finale te verslaan. Alleen de Eredivisie Cup werd niet gewonnen na een nederlaag na penalty's tegen PSV. Met Joran Pot aan het roer werden negen van de elf mogelijke prijzen gewonnen.

### 2025-heden: Periode onder Corina Dekker en terugkeer Jill Roord
| Seizoen | Comp.      | Beker | Europa |
| ------- | ---------- | ----- | ------ |
| 2025/26 | nnb. (ERE) | nnb.  | nnb.   |

Na het vertrek van succestrainer Joran Pot, werd Corina Dekker aangesteld als zijn vervanger. Naast Pot vertrokken ook de volgende speelsters: keepster Daniëlle de Jong ging naar AC Milan, middenveldster Kayleigh van Dooren naar FC Inter Milaan, Liz Rijsbergen naar PSV, Kim Everaerts naar Oud-Heverlee Leuven, Merel Bormans maakte de definitieve overstap naar FC Utrecht, Sterre Kroezen ging naar sc Heerenveen, Kiki Vissers naar De Graafschap en de Australische Daniela Galic vertrok na een weinig succesvolle periode bij FC Twente naar het Zweedse Vittsjö GIK. Voor de rest wist FC Twente de selectie in tact te houden. Met Inge Tijink en Jill Roord wist FC Twente twee oudgedienden terug te halen naar Enschede. Oranje-international Jill Roord keerde terug met de hoop 'het geluk en plezier terug te vinden' in het voetbal bij FC Twente.

## Algemeen

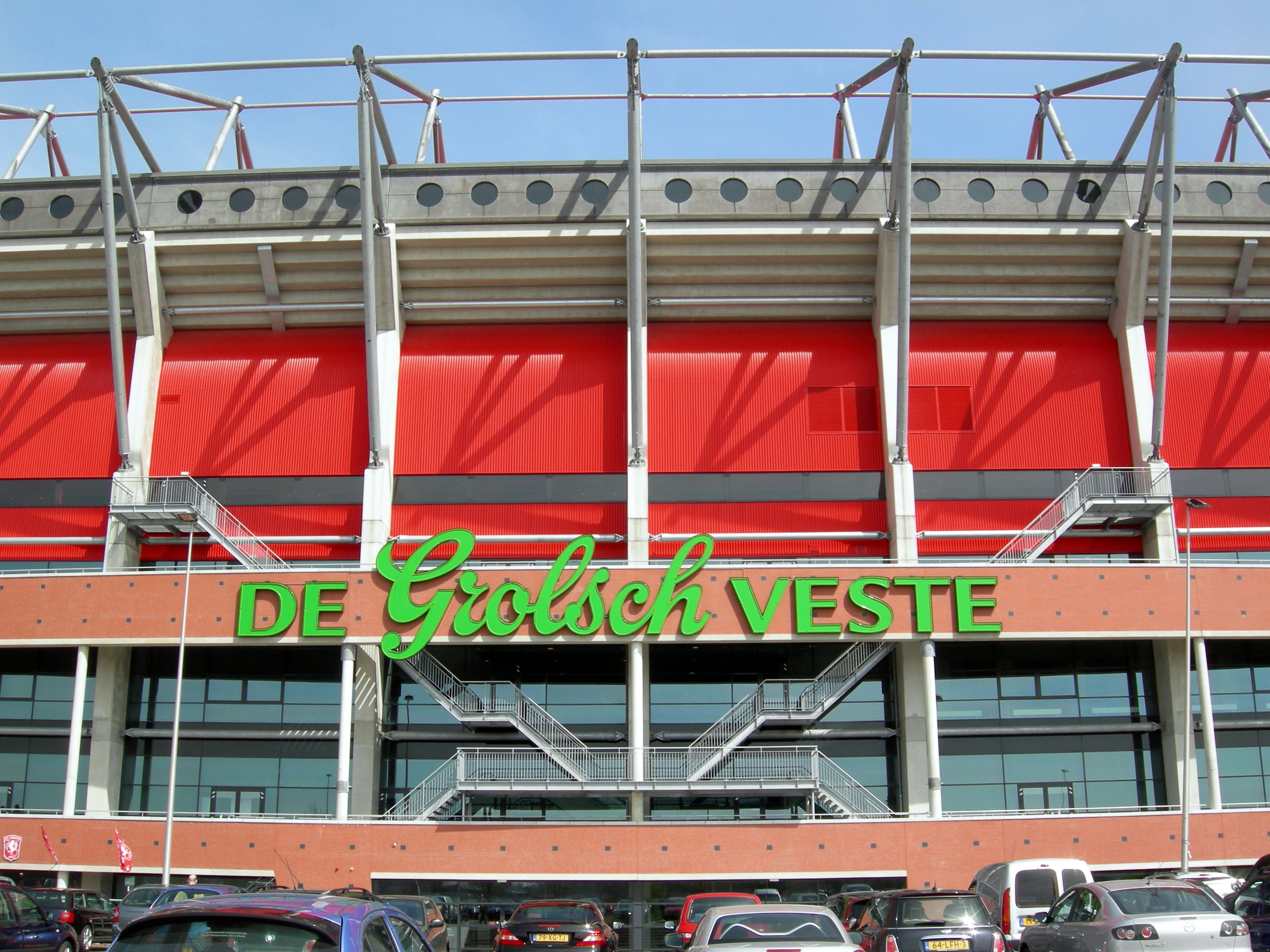
Hoofdingang van De Grolsch Veste.

### Complexen
De openingswedstrijd werd gespeeld in De Grolsch Veste in Enschede (destijds Arke Stadion). Na deze wedstrijd werd er verhuisd naar het FC Twente-trainingscentrum in Hengelo, waar het gehele seizoen 2007/08 de thuiswedstrijden werden afgewerkt. In seizoen 2008/09 werd er gespeeld op Sportpark Slangenbeek (ook in Hengelo) van de amateurvereniging ATC '65, dit vanwege een verbouwing van het trainingscentrum. Vanaf seizoen 2009/10 wordt er gespeeld in De Grolsch Veste, mits het mannenelftal geen Europese verplichtingen heeft. Bij aanvang van seizoen 2018-19 wordt bekend dat FC Twente niet meer op Slangenbeek zal spelen, maar op het complex van Achilles'12.

### Tenue
De vrouwen van FC Twente spelen in een rood tenue. Het eerste uitshirt was blauw.

### Sponsoring

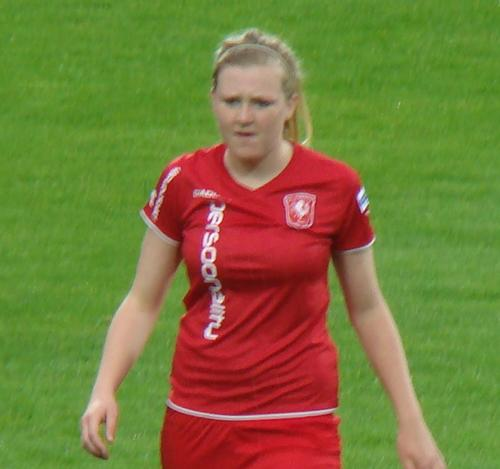
Ines Roessink in het shirt van seizoen 2009/10.

In het eerste seizoen van het vrouwenteam diende dienstverlener Persoonality zich aan als hoofdsponsor van het elftal en was daarmee de eerste hoofdsponsor van het vrouwenteam. Na drie seizoenen nam Roetgerink het hoofdsponsorschap over. Het elftal wordt momenteel gekleed door dezelfde kledingsponsor als bij de heren.
| Periode    | Kledingsponsor | Shirtsponsor     |
| ---------- | -------------- | ---------------- |
| 2007–2008  | Jartazi        | Persoonality     |
| 2008–2010  | Diadora        | Persoonality     |
| 2010–2016  | Diadora        | Roetgerink       |
| 2011–2012  | BURRDA         | Roetgerink       |
| 2012-2016  | Nike           | Roetgerink       |
| 2016-2017  | Liona Soccer   | Roetgerink       |
| 2017-2018  | Liona Soccer   | Roetgerink       |
| 2018-2019  | Errea          | Roetgerink       |
| 2019-2020  | Kick's21       | Roetgerink       |
| 2020-2023  | Meyba          | Future of Twente |
| 2023-2024  | Castore        | Future of Twente |
| 2024-heden | Castore        | Reggeborgh       |

### Voetbalacademie
Naast het eerste elftal kent FC Twente ook een voetbalacademie die een belangrijke functie heeft bij de doorstroom van nieuwe talenten. In het tweede jaar van het vrouwenelftal stroomden een zevental meisjes door uit de jeugdopleiding. Een jaar later nog eens drie. De voetbalacademie wordt beheerd samen met Heracles Almelo en Go Ahead Eagles en heeft sinds 2007 een vrouwenafdeling. Het onder 17 elftal speelde in 2008/09 in een jongenscompetitie als FC Twente/Heracles B3.
In seizoen 2009/10 werden de leeftijdsgrenzen van de drie elftallen veranderd. Onder 13 wordt onder 14, onder 15 werd onder 16 en gaat als FC Twente C3 uitkomen in competitieverband. Onder 17 werd onder 19 en kwam uit in de vrouwencompetitie Eerste Klasse B onder de naam ATC '65 / beloften FC Twente als beloftenelftal van de club. Het elftal werd in het eerste jaar direct ongeslagen kampioen Anno 2011 heet het elftal ATC ’65 Da1 powered by FC Twente. In seizoen 2015/16 eindigde de jeugdopleiding op te bestaan. In 2020 startte FC Twente Vrouwen weer met een Beloften elftal, vanaf 2022-2023 speelt er ook een Onder 16 in een JO15 Hoofdklasse competitie

## Erelijst
| Nationaal           |     |                                                                                            |
| Landskampioen       | 10x | 2010/11, 2012/13*, 2013/14*, 2014/15*, 2015/16, 2018/19, 2020/21, 2021/22, 2023/24 2024/25 |
| KNVB Beker          | 4x  | 2007/08, 2014/15, 2022/23, 2024/25                                                         |
| Eredivisie Cup      | 4x  | 2019/20, 2021/22, 2022/23, 2023/24                                                         |
| Supercup            | 3x  | 2022, 2023, 2024                                                                           |
| Internationaal      |     |                                                                                            |
| Women's BeNe League | 2x  | 2012/13, 2013/14                                                                           |

## Overzichtslijsten

### Competitie
In het eerste seizoen van de Eredivisie eindigden de vrouwen op een vijfde plaats. Er deden dat seizoen zes elftallen mee. Tijdens de eerste competitiehelft stond het elftal nog een tijdje op de eerste plaats, maar een slechte reeks, die bijna de hele tweede seizoenhelft duurde, deed de ploeg afzakken naar de onderste regionen van de ranglijst. Ook in het tweede seizoen eindigden de vrouwen op een vijfde plek. In seizoen 2009/10 werd een vierde plek behaald, het hoogste resultaat tot dan toe. In het vierde seizoen werd de ploeg landskampioen. Een jaar later eindigde de ploeg als tweede.
- 2008 5e
Eredivisie
- 2009 5e
Eredivisie
- 2010 4e
Eredivisie
- 2011 1e
Eredivisie
- 2012 2e
Eredivisie
- 2013 1e
Women's BeNe League
- 2014 1e
Women's BeNe League
- 2015 1e
Women's BeNe League
- 2016 1e
Eredivisie
- 2017 2e
Eredivisie
- 2018 2e
Eredivisie
- 2019 1e
Eredivisie
- 2020 3e
Eredivisie
- 2021 1e
Eredivisie
- 2022 1e
Eredivisie
- 2023 2e
Eredivisie
- 2024 1e
Eredivisie
- 2025 1e
Eredivisie

In elke staaf van de grafiek staat van boven naar beneden vermeld: 
- Eindnotering

Dit is de positie die de club heeft bereikt in de competitie, zonder eventuele beslissings-, play-off- of nacompetitiewedstrijden die nodig zijn geweest om bijvoorbeeld de kampioen van de competitie te bepalen.
Indien een * achter het getal staat is de notering een tussenstand en kan het zijn dat de notering niet overeenkomt met de uiteindelijke eindstand van de competitie.
Staat er een - dan is het seizoen nog bezig en is er geen definitieve uitslag bekend.
Staat er xx op de positie van de notering, dan heeft de club vroegtijdig de competitie verlaten. Dit kan onder andere komen door terugtrekking van het team, faillissement van de club of door een uitgedeelde straf van de KNVB. In veel gevallen staat elders in het artikel de reden vermeld.
Staat er een ? dan is het resultaat uit het verleden onbekend, en is alleen de competitie of het niveau bekend van dat seizoen.
In de seizoenen 2019/20 en 2020/21 werd wegens de coronacrisis het amateurvoetbal afgebroken. Daardoor kennen deze staven geen eindklassering (middels -- weergegeven).
- Competitieniveau en afdelingsletter of Officiële eindstand Eredivisie
  - Competitieniveau en afdelingsletter

Hierbij geeft het getal het niveau weer, dat ook terug te vinden is in de legenda. De letter is de afdelingsaanduiding en wordt gebruikt wanneer er meer afdelingen zijn op hetzelfde niveau. De afdelingsletter is altijd een hoofdletter en wordt meestal zonder nummer gebruikt.
Voorbeeld: 2F is niveau 2e klasse competitie F.
Het competitieniveau en nummer wordt niet vermeld wanneer er slechts één competitie van dit niveau was.
  - Officiële eindstand Eredivisie (getal staat tussen haakjes vermeld)

Sinds de introductie van play-offwedstrijden voor Europees voetbal na afloop van de reguliere competitie in 2005/06, is de KNVB verplicht een eindstand van de Eredivisie door te geven aan de UEFA aan de hand van deze play-offwedstrijden.
Bij deze eindstand staan clubs die zich hebben gekwalificeerd voor Europees voetbal hoger dan clubs die zich niet wisten te kwalificeren. Indien er geen verschil was tussen de eindnotering en de officiële eindstand, staat dit getal niet vermeld.

- Onderafdeling

Hier staat afgekort de naam van de onderafdeling indien de club in dat jaar in een onderafdeling uitkwam. Tevens staat deze afkorting in de legenda en wordt gelinkt naar het artikel over deze onderafdeling. Deze afkorting wordt alleen vermeld wanneer de club in het verleden in verschillende onderafdelingen heeft gespeeld. Deze vermelding is in de staaf altijd in kleine letters. Deze onderafdelingen zijn na het seizoen 1995/96 afgeschaft. Heeft de club in slechts één onderafdeling gespeeld, dan is dit alleen terug te vinden in de legenda.
Onder de staaf staat het jaartal vermeld waarin het seizoen is afgesloten. 15 verwijst naar het seizoen 2014/15 of eventueel het seizoen 1914/15.
Wanneer een staaf leeg is, zijn deze gegevens niet bekend. Het kan ook zijn dat de club dat seizoen niet heeft meegespeeld op het hogere amateurniveau, vroegtijdig de competitie heeft verlaten of uit de competitie is gezet.

In het seizoen 1944/45 was er wegens de Tweede Wereldoorlog geen regulier competitievoetbal.
- Eredivisie
- Women's BeNe League

### Seizoensoverzichten
| Resultaten van FC Twente sinds de toetreding in het vrouwenvoetbal in 2007 | Resultaten van FC Twente sinds de toetreding in het vrouwenvoetbal in 2007 | Resultaten van FC Twente sinds de toetreding in het vrouwenvoetbal in 2007 | Resultaten van FC Twente sinds de toetreding in het vrouwenvoetbal in 2007 | Resultaten van FC Twente sinds de toetreding in het vrouwenvoetbal in 2007 | Resultaten van FC Twente sinds de toetreding in het vrouwenvoetbal in 2007 | Resultaten van FC Twente sinds de toetreding in het vrouwenvoetbal in 2007 | Resultaten van FC Twente sinds de toetreding in het vrouwenvoetbal in 2007 | Resultaten van FC Twente sinds de toetreding in het vrouwenvoetbal in 2007 | Resultaten van FC Twente sinds de toetreding in het vrouwenvoetbal in 2007 | Resultaten van FC Twente sinds de toetreding in het vrouwenvoetbal in 2007 | Resultaten van FC Twente sinds de toetreding in het vrouwenvoetbal in 2007 | Resultaten van FC Twente sinds de toetreding in het vrouwenvoetbal in 2007 | Resultaten van FC Twente sinds de toetreding in het vrouwenvoetbal in 2007                                                                                              |
| Seizoen                                                                    | Competitie                                                                 | Competitie                                                                 | Competitie                                                                 | Competitie                                                                 | Competitie                                                                 | Competitie                                                                 | Competitie                                                                 | Competitie                                                                 | Competitie                                                                 | Kwalificatie                                                               | KNVB Beker                                                                 | Eredivisie Cup                                                             | Bijzonderheid |
| Seizoen                                                                    | Divisie                                                                    | GW                                                                         | W                                                                          | G                                                                          | V                                                                          | PNT                                                                        | DV                                                                         | DT                                                                         | POS                                                                        | Kwalificatie                                                               | KNVB Beker                                                                 | Eredivisie Cup                                                             | Bijzonderheid |
| -------------------------------------------------------------------------- | -------------------------------------------------------------------------- | -------------------------------------------------------------------------- | -------------------------------------------------------------------------- | -------------------------------------------------------------------------- | -------------------------------------------------------------------------- | -------------------------------------------------------------------------- | -------------------------------------------------------------------------- | -------------------------------------------------------------------------- | -------------------------------------------------------------------------- | -------------------------------------------------------------------------- | -------------------------------------------------------------------------- | -------------------------------------------------------------------------- | --- |
| 2007/08                                                                    | Eredivisie                                                                 | 20                                                                         | 7                                                                          | 3                                                                          | 10                                                                         | 24                                                                         | 29                                                                         | 16                                                                         | 5e                                                                         | –                                                                          | Winnaar                                                                    | Niet gespeeld                                                              | Eerste seizoen FC Twente |
| 2008/09                                                                    | Eredivisie                                                                 | 24                                                                         | 10                                                                         | 3                                                                          | 11                                                                         | 33                                                                         | 28                                                                         | 30                                                                         | 5e                                                                         | –                                                                          | Teruggetrokken                                                             | Niet gespeeld                                                              | – |
| 2009/10                                                                    | Eredivisie                                                                 | 20                                                                         | 5                                                                          | 10                                                                         | 5                                                                          | 25                                                                         | 29                                                                         | 32                                                                         | 4e                                                                         | –                                                                          | Halve finale                                                               | Niet gespeeld                                                              | – |
| 2010/11                                                                    | Eredivisie                                                                 | 21                                                                         | 13                                                                         | 5                                                                          | 3                                                                          | 44                                                                         | 39                                                                         | 20                                                                         | 1e                                                                         | UEFA Women's Champions League                                              | Kwartfinale                                                                | Niet gespeeld                                                              | – |
| 2011/12                                                                    | Eredivisie                                                                 | 18                                                                         | 10                                                                         | 3                                                                          | 5                                                                          | 33                                                                         | 31                                                                         | 22                                                                         | 2e                                                                         | –                                                                          | Halve finale                                                               | Niet gespeeld                                                              | – |
| 2012/13                                                                    | BeNe League Orange                                                         | 14                                                                         | 10                                                                         | 4                                                                          | 0                                                                          | 34                                                                         | 30                                                                         | 12                                                                         | 1e                                                                         | Women's BeNe League A                                                      | Finalist                                                                   | Niet gespeeld                                                              | Halve competitie |
| 2012/13                                                                    | Women's BeNe League A                                                      | 14                                                                         | 11                                                                         | 0                                                                          | 3                                                                          | 33                                                                         | 40                                                                         | 10                                                                         | 1e                                                                         | UEFA Women's Champions League                                              | Finalist                                                                   | Niet gespeeld                                                              | – |
| 2013/14                                                                    | Women's BeNe League                                                        | 26                                                                         | 21                                                                         | 2                                                                          | 3                                                                          | 65                                                                         | 104                                                                        | 20                                                                         | 1e                                                                         | UEFA Women's Champions League                                              | Halve finale                                                               | Niet gespeeld                                                              | – |
| 2014/15                                                                    | Women's BeNe League                                                        | 24                                                                         | 20                                                                         | 2                                                                          | 2                                                                          | 62                                                                         | 71                                                                         | 17                                                                         | 2e                                                                         | UEFA Women's Champions League                                              | Winnaar                                                                    | Niet gespeeld                                                              | FC Twente is wel Nederlands landkampioen |
| 2015/16                                                                    | Eredivisie                                                                 | 24                                                                         | 18                                                                         | 2                                                                          | 4                                                                          | 56                                                                         | 79                                                                         | 21                                                                         | 1e                                                                         | UEFA Women's Champions League                                              | Kwartfinale                                                                | Niet gespeeld                                                              | – |
| 2016/17                                                                    | Eredivisie                                                                 | 21                                                                         | 13                                                                         | 4                                                                          | 4                                                                          | 43                                                                         | 62                                                                         | 25                                                                         | 2e                                                                         | Kampioensgroep                                                             | Kwartfinale                                                                | Niet gespeeld                                                              | – |
| 2016/17                                                                    | Eredivisie (Kampioensgroep)                                                | 6                                                                          | 4                                                                          | 2                                                                          | 0                                                                          | 36                                                                         | 12                                                                         | 4                                                                          | 2e                                                                         | –                                                                          | Kwartfinale                                                                | Niet gespeeld                                                              | – |
| 2017/18                                                                    | Eredivisie                                                                 | 16                                                                         | 12                                                                         | 3                                                                          | 1                                                                          | 39                                                                         | 46                                                                         | 11                                                                         | 1e                                                                         | Kampioensgroep                                                             | Achtste finale                                                             | Niet gespeeld                                                              | – |
| 2017/18                                                                    | Eredivisie (Kampioensgroep)                                                | 8                                                                          | 5                                                                          | 0                                                                          | 3                                                                          | 35                                                                         | 24                                                                         | 19                                                                         | 2e                                                                         |                                                                            | Achtste finale                                                             | Niet gespeeld                                                              | – |
| 2018/19                                                                    | Eredivisie                                                                 | 16                                                                         | 11                                                                         | 3                                                                          | 2                                                                          | 36                                                                         | 52                                                                         | 18                                                                         | 2e                                                                         | Kampioensgroep                                                             | Halve finale                                                               | Niet gespeeld                                                              | – |
| 2018/19                                                                    | Eredivisie (Kampioensgroep)                                                | 8                                                                          | 5                                                                          | 2                                                                          | 1                                                                          | 35                                                                         | 18                                                                         | 9                                                                          | 1e                                                                         | UEFA Women's Champions League                                              | Halve finale                                                               | Niet gespeeld                                                              | – |
| 2019/20                                                                    | Eredivisie                                                                 | 12                                                                         | 7                                                                          | 2                                                                          | 3                                                                          | 23                                                                         | 28                                                                         | 15                                                                         | 3e                                                                         | Kampioensgroep                                                             | n.v.t.                                                                     | Winnaar                                                                    | Door de coronacrisis is competitie niet afgemaakt. De tussenstand na 12 speelrondes werd de eindstand Dit hield in dat er geen kampioensgroep of plaatseringsgroep was. |
| 2020/21                                                                    | Vrouwen Eredivisie                                                         | 14                                                                         | 10                                                                         | 2                                                                          | 2                                                                          | 32                                                                         | 46                                                                         | 14                                                                         | 1e                                                                         | Kampioensgroep                                                             | Halve finale                                                               | Finalist                                                                   | – |
| 2020/21                                                                    | Vrouwen Eredivisie (Kampioensgroep)                                        | 6                                                                          | 4                                                                          | 1                                                                          | 1                                                                          | 29                                                                         | 8                                                                          | 5                                                                          | 1e                                                                         | UEFA Women's Champions League                                              | Halve finale                                                               | Finalist                                                                   | – |
| 2021/22                                                                    | Vrouwen Eredivisie                                                         | 24                                                                         | 19                                                                         | 3                                                                          | 2                                                                          | 60                                                                         | 95                                                                         | 26                                                                         | 1e                                                                         | UEFA Women's Champions League                                              | Kwartfinale                                                                | Winnaar                                                                    | – |
| 2022/23                                                                    | Vrouwen Eredivisie                                                         | 20                                                                         | 18                                                                         | 0                                                                          | 2                                                                          | 54                                                                         | 81                                                                         | 6                                                                          | 2e                                                                         | UEFA Women's Champions League                                              | Winnaar                                                                    | Winnaar                                                                    | |
| 2023/24                                                                    | Vrouwen Eredivisie                                                         | 22                                                                         | 18                                                                         | 2                                                                          | 2                                                                          | 56                                                                         | 21                                                                         | 56                                                                         | 1e                                                                         | UEFA Women's Champions League                                              | Kwartfinale                                                                | Winnaar                                                                    | |
| 2024/25                                                                    | Vrouwen Eredivisie                                                         | 22                                                                         | 18                                                                         | 3                                                                          | 1                                                                          | 57                                                                         | 69                                                                         | 19                                                                         | 1e                                                                         | UEFA Women's Champions League                                              | Winnaar                                                                    | Finalist                                                                   | |
| 2025/26                                                                    | Vrouwen Eredivisie                                                         |                                                                            |                                                                            |                                                                            |                                                                            |                                                                            |                                                                            |                                                                            | e                                                                          |                                                                            |                                                                            |                                                                            | |

### Topscorers
- 2007/08:  Sylvia Smit (10)
- 2008/09:  Marlous Pieëte (12)
- 2009/10:  Suzanne de Kort (6)
- 2010/11:  Marlous Pieëte (10)
- 2011/12:  Maayke Heuver (6)
- 2012/13:  Sherida Spitse (16)
- 2013/14:  Ellen Jansen (27)
- 2014/15:  Anouk Dekker (14)
0000000:  Ellen Jansen (14)
- 2015/16:  Jill Roord (21)
- 2016/17:  Ellen Jansen (20)
- 2017/18:  Joëlle Smits (20)
- 2018/19:  Joëlle Smits (25)
- 2019/20:  Fenna Kalma (9)
- 2020/21:  Renate Jansen (12)
- 2021/22:  Fenna Kalma (33)
- 2022/23:  Fenna Kalma (30)
- 2023/24:  Liz Rijsbergen (10)
- 2024/25:  Jaimy Ravensbergen (23)
- 2025/26: n.n.b.

### Bekertoernooi
FC Twente won direct in haar eerste jaar de KNVB beker en was daarmee de eerste Betaald Voetbal Organisatie die de beker veroverde. FC Utrecht werd tijdens de landelijke meisjes- en vrouwenvoetbaldag in de finale in Almere verslagen met 1-3. Een jaar later kreeg de ploeg geen kans om de titel te verdedigen. De KNVB besloot alle Eredivisie-ploegen uit het toernooi te halen voor een optimale voorbereiding van het Nederlands elftal op het EK 2009. In seizoen 2009/10 werd de halve finale bereikt, die na strafschoppen verloren werd van hoofdklasser Ter Leede. Een jaar later werd er weer van een amateurvereniging na strafschoppen verloren, ditmaal van RCL in de achtste finales. In seizoen 2011/12 werd de halve finale weer bereikt, maar werd er wederom na strafschoppen verloren.
In het seizoen 2017/18 blameerde FC Twente zich door te verliezen tegen CTO/Eindhoven in de achtste finales. Het seizoen erna werd in de halve finale na extra tijd verloren tegen Ajax. Door de coronacrisis werd in het seizoen 2019/20 het bekertoernooi nooit afgemaakt. Vervolgens werd in het volgende seizoen opnieuw de halve finales behaald waarin een 2-3 nederlaag tegen ADO Den Haag de uitschakeling werd. Een 1-5 nederlaag tegen Ajax in de kwartfinales was het seizoen erna de uitschakeling. In het seizoen 2022/23 werd de finale bereikt nadat in de halve finales met verrassing Jong PSV werd afgerekend. In de finale moest Twente het opnemen tegen PSV, dat met 4-0 werd verslagen waardoor Twente de KNVB Beker voor de derde keer aan de prijzenkast kon toevoegen. In het seizoen 2023/24 strandde FC Twente in de kwartfinale na een 3-0 nederlaag tegen Feyenoord. In het seizoen 2024/25 rekende FC Twente achtereenvolgens af met Ajax, ADO Den Haag en de amateurs van SV Saestum waarna een nieuwe finale volgde tegen op het Het Kasteel. Deze werd met 2-1 gewonnen door doelpunten van Lynn Groenewegen en Kayleigh van Dooren, waardoor FC Twente voor de vierde keer de KNVB Beker wist te winnen.

### In Europa

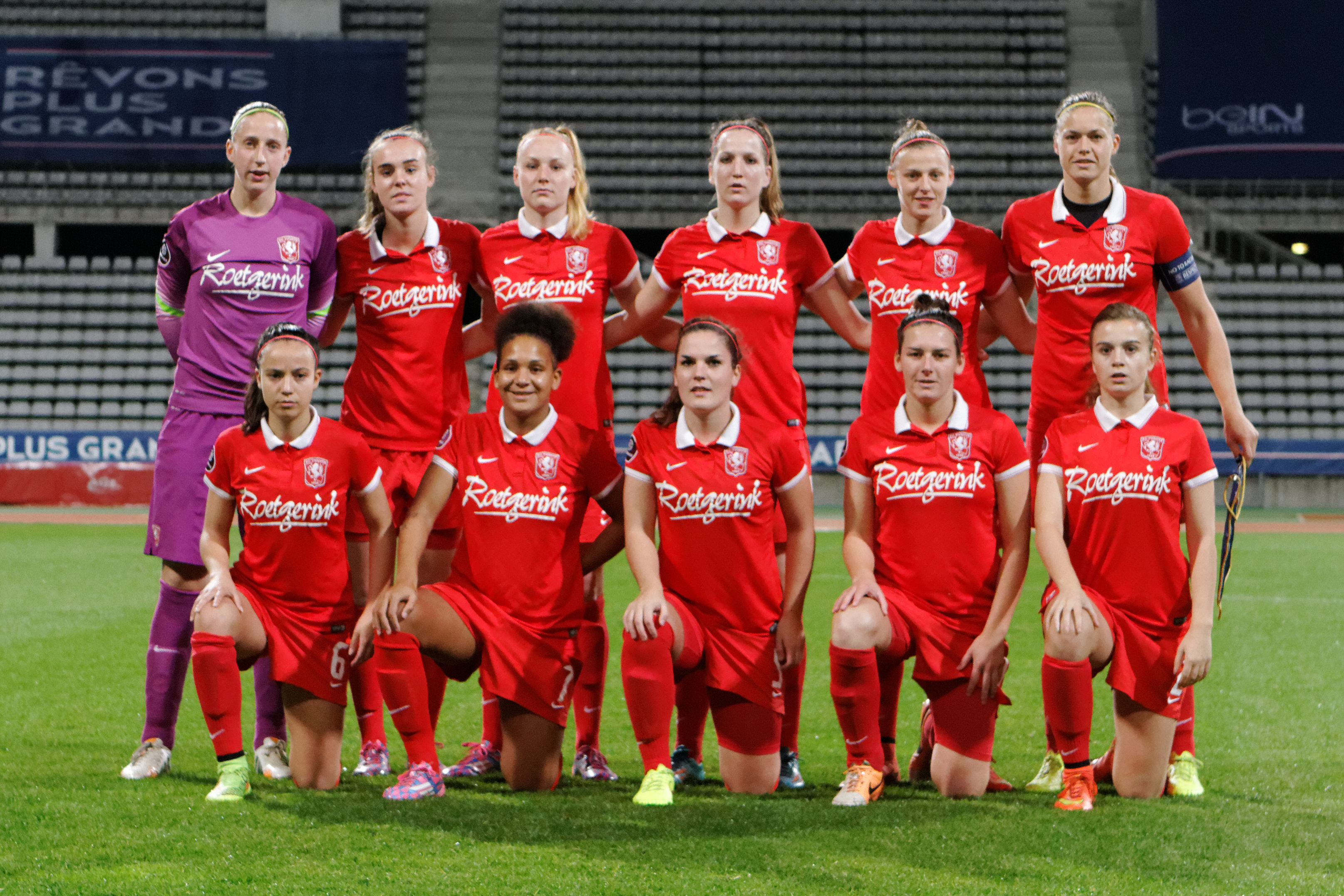
PSG-Twente, UEFA Women's Champions League 2014-2015.

In seizoen 2011/12 nam FC Twente voor het eerst deel aan een Europees toernooi. Als landskampioen plaatste het elftal zich voor de UEFA Women's Champions League. Daarmee was FC Twente na Ter Leede, SV Saestum, ADO Den Haag en AZ de vijfde club die Nederland vertegenwoordigde in Europa. Beide wedstrijden tegen de Russische kampioen Rossiyanka werden in de slotfase verloren. Tijdens het Champions League seizoen van 2015-16 won FC Twente met 10-0 van het de Luxemburgse Jeunesse Junglinster. Deze uitslag betekende de grootste overwinning ooit van een Nederlandse club in een Europees bekertoernooi. Door een zege op Osijek uit Kroatië bereikte FC Twente in september 2024 voor het eerst de groepsfase van de Champions League, die in het seizoen 2020/2021 werd geïntroduceerd.

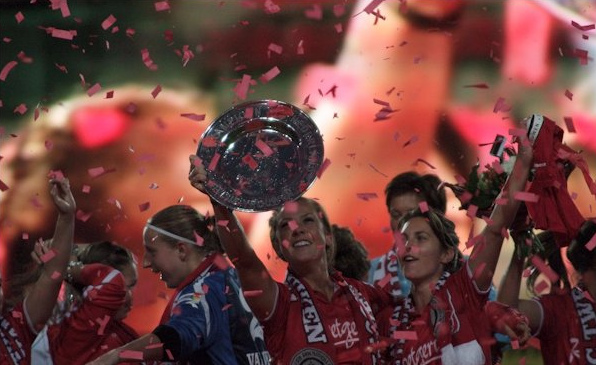
Landskampioen 2010/11

- Groepsfase
- 1/16 = 1/16e finale
- 1/8 = Achtste finale
- PUC = punten UEFA-coëfficiënten

| Seizoen | Competitie            | Ronde         | Land                | Club                   | Totaalscore | 1e W     | 2e W    | PUC |
| ------- | --------------------- | ------------- | ------------------- | ---------------------- | ----------- | -------- | ------- | --- |
| 2011/12 | UEFA Champions League | 1/16          | Vlag van Rusland    | WFC Rossiyanka         | 0–3         | 0–2 (T)  | 0–1 (U) | 3.0 |
| 2013/14 | UEFA Champions League | Groepsfase    | Vlag van Malta      | Birkirkara FC          | 6–0         | 6–0 (T)  |         | 3.0 |
| 2013/14 | UEFA Champions League | Groepsfase    | Vlag van Kroatië    | NK Osijek              | 4–0         | 4–0 (U)  |         | 3.0 |
| 2013/14 | UEFA Champions League | Groepsfase    | Vlag van Schotland  | Glasgow City LFC       | 0–2         | 0–2 (T)  |         | 3.0 |
| 2013/14 | UEFA Champions League | 1/16          | Vlag van Frankrijk  | Olympique Lyon         | 0–10        | 0–4 (T)  | 0–6 (U) | 3.0 |
| 2014/15 | UEFA Champions League | 1/16          | Vlag van Frankrijk  | Paris Saint-Germain    | 1–3         | 1–2 (T)  | 0–1 (U) | 3.0 |
| 2015/16 | UEFA Champions League | Groepsfase    | Vlag van Hongarije  | Ferencváros            | 2–0         | 2–0 (T)  |         | 6.0 |
| 2015/16 | UEFA Champions League | Groepsfase    | Vlag van Luxemburg  | Jeunesse Junglinster   | 10–0        | 10–0 (T) |         | 6.0 |
| 2015/16 | UEFA Champions League | Groepsfase    | Vlag van Israël     | ASA Tel Aviv           | 7–0         | 7–0 (U)  |         | 6.0 |
| 2015/16 | UEFA Champions League | 1/16          | Vlag van Duitsland  | FC Bayern München      | 3–3 (u)     | 1–1 (T)  | 2–2 (U) | 6.0 |
| 2015/16 | UEFA Champions League | 1/8           | Vlag van Spanje     | FC Barcelona           | 0–2         | 0–1 (T)  | 0–1 (U) | 6.0 |
| 2016/17 | UEFA Champions League | Groepsfase    | Vlag van Hongarije  | Ferencváros            | 2–1         | 2–1 (T)  |         | 8.0 |
| 2016/17 | UEFA Champions League | Groepsfase    | Vlag van Malta      | Hibernians             | 9–0         | 9–0 (T)  |         | 8.0 |
| 2016/17 | UEFA Champions League | Groepsfase    | Vlag van Turkije    | Konak Belediyespor     | 6–2         | 6–2 (U)  |         | 8.0 |
| 2016/17 | UEFA Champions League | 1/16          | Vlag van Tsjechië   | AC Sparta Praag        | 5–1         | 2–0 (T)  | 3–1 (U) | 8.0 |
| 2016/17 | UEFA Champions League | 1/8           | Vlag van Spanje     | FC Barcelona           | 0–5         | 0–4 (T)  | 0–1 (U) | 8.0 |
| 2019/20 | UEFA Champions League | Groepsfase    | Vlag van Armenië    | FA Alasjkert           | 8–0         | 8–0 (T)  |         | 5.0 |
| 2019/20 | UEFA Champions League | Groepsfase    | Vlag van Turkije    | Beşiktaş JK            | 2–2         | 2–2 (T)  |         |     |
| 2019/20 | UEFA Champions League | Groepsfase    | Vlag van Polen      | Górnik Łęczna          | 2–0         | 2–0 (U)  |         |     |
| 2019/20 | UEFA Champions League | 1/16          | Vlag van Oostenrijk | SKN Sankt Pölten       | 5–3         | 1–2 (T)  | 4–2 (U) |     |
| 2019/20 | UEFA Champions League | 1/8           | Vlag van Duitsland  | VfL Wolfsburg          | 0–7         | 0–1 (T)  | 0–6 (U) |     |
| 2021/22 | UEFA Champions League | KR1 h.-finale | Vlag van Georgië    | Tbilisi Nike           | 9–0         | 9–0 (T)  |         |     |
| 2021/22 | UEFA Champions League | KR1 finale    | Vlag van Servië     | ŽFK Spartak Subotica   | 5–3 n.v.    | 5–3 (T)  |         |     |
| 2021/22 | UEFA Champions League | KR 2          | Vlag van Portugal   | Benfica                | 1–5         | 1–1 (T)  | 0–4 (U) |     |
| 2022/23 | UEFA Champions League | KR1 h.-finale | Vlag van Moldavië   | Agarista-ȘS Anenii Noi | 13-0        |          |         |     |
| 2022/23 | UEFA Champions League | KR1 finale    | Vlag van Portugal   | Benfica                | 1-2         |          |         |     |
| 2023/24 | UEFA Champions League | KR1 h.-finale | Vlag van Oostenrijk | SK Sturm Graz          | 6-0         |          |         |     |
| 2023/24 | UEFA Champions League | KR1 finale    | Vlag van Spanje     | Levante UD             | 3-2         |          |         |     |
| 2023/24 | UEFA Champions League | KR2 Play-offs | Vlag van Zweden     | BK Häcken              | 3-4         | 2-2 (U)  | 1-2 (T) |     |
| 2024/25 | UEFA Champions League | KR1 h.-finale | Vlag van Wales      | Cardiff City           | 7-0         |          |         |     |
| 2024/25 | UEFA Champions League | KR1 finale    | Vlag van IJsland    | Valur                  | 5-0         |          |         |     |
| 2024/25 | UEFA Champions League | KR2 Play-offs | Vlag van Kroatië    | Osijek                 | 8-1         | 4-1 (U)  | 4-0 (T) |     |
| 2024/25 | UEFA Champions League | Groepsfase    | Vlag van Schotland  | Celtic FC              | 2-0         |          |         |     |
| 2024/25 | UEFA Champions League | Groepsfase    | Vlag van Engeland   | Chelsea FC             | 1-3         |          |         |     |
| 2024/25 | UEFA Champions League | Groepsfase    | Vlag van Spanje     | Real Madrid CF         | 0-7         |          |         |     |
| 2024/25 | UEFA Champions League | Groepsfase    | Vlag van Spanje     | Real Madrid            | 2-3         |          |         |     |
| 2024/25 | UEFA Champions League | Groepsfase    | Vlag van Engeland   | Chelsea FC             | 1-6         |          |         |     |
| 2024/25 | UEFA Champions League | Groepsfase    | Vlag van Schotland  | Celtic FC              | 3-0         |          |         |     |

- Zie ook: Deelnemers UEFA toernooien Nederland#Vrouwen

#### Statistieken Europees voetbal
| Competitie | D | GW | W  | G | V  | DV | DT |
| --- | - | -- | -- | - | -- | -- | -- |
| UEFA Champions League                                                                                           | 6 | 30 | 13 | 3 | 14 | 72 | 45 |
| D: deelnames - GW: wedstrijden - W: winst - G: gelijk - V: verlies - DV: doelpunten voor - DT: doelpunten tegen |   |    |    |   |    |    |    |

### Trainers
- 2007–2011:  Mary Kok-Willemsen
- 2011–0000:  John van Miert (a.i.)
- 2012–2016:  Arjan Veurink
- 2016–2021:  Tommy Stroot
- 2021–2022:  Robert de Pauw
- 2022–2025:  Joran Pot
- 2025–heden:  Corina Dekker

### Records
Meest gescoorde competitiedoelpunten in één seizoen
1. Fenna Kalma, 33 doelpunten — 2021/22
2. Fenna Kalma, 30 doelpunten — 2022/23
3. Joëlle Smits, 25 doelpunten — 2018/19
4. Jill Roord, 20 doelpunten — 2015/16
5. Marlous Pieëte, 12 doelpunten — 2008/09
6. Sylvia Smit, 10 doelpunten — 2007/08
7. Marlous Pieëte, 10 doelpunten — 2010/11

Eerste doelpunt ooit
1. Jessica Torny vriendschappelijk tegen Athletic Bilbao — 1 augustus 2007
2. Marieke van Ottele competitie tegen sc Heerenveen — 29 augustus 2007

Grootste overwinning

Competitie
1. FC Twente - VV Alkmaar (9-0) — 21 maart 2021
2. Excelsior - FC Twente (1-10) — 29 maart 2025

KNVB beker
1. VV Nooit Gedacht - FC Twente (0-12)  — 1 februari 2020

Europa
1. FC Twente - Agarista-ȘS Anenii Noi, Mol (13-0) - 18 augustus 2022

Grootste nederlaag

Competitie
1. FC Twente - Willem II (0-5) — 14 februari 2008

KNVB beker
1. FC Twente - Ajax (1-5) — 9 maart 2022

Europa
1. Olympique Lyonnais - FC Twente (6-0) — 16 oktober 2013
2. VFL Wolfsburg - FC Twente (6-0)  — 30 oktober 2019

Meeste doelpunten
1. Excelsior – FC Twente (1–10) — 29 maart 2025

### Meeste officiële duels

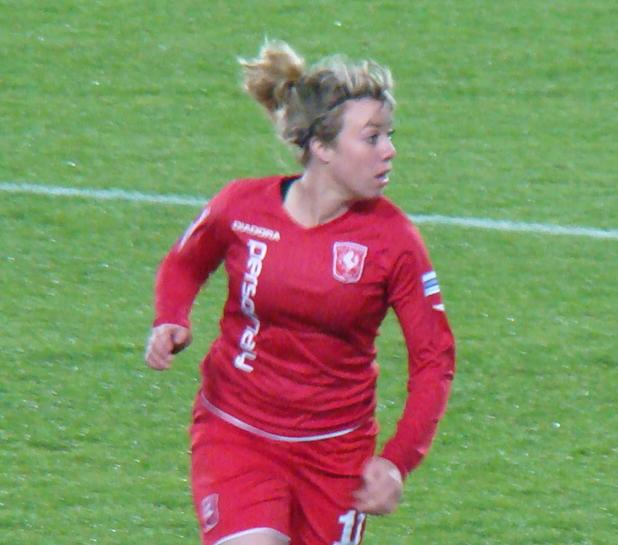
Marlous Pieëte speelde de meeste wedstrijden voor FC Twente.

De volgende spelers speelden ten minste 50 officiële wedstrijden voor FC Twente.
Laatste update: 4 juli 2023 18:44 (CEST)
| Naam                 | Totaal | Competitie | Beker | Europa | Overig |
| -------------------- | ------ | ---------- | ----- | ------ | ------ |
| Renate Jansen        | 212    | 166        | 14    | 28     | 4      |
| Maud Roetgering      | 207    | 170        | 14    | 28     | 0      |
| Marlous Pieëte       | 114    | 99         | 12    | 2      | 1      |
| Fenna Kalma          | 107    | 78         | 9     | 13     | 7      |
| Anouk Dekker         | 103    | 87         | 13    | 2      | 1      |
| Lorca Van De Putte   | 101    | 90         | 8     | 2      | 1      |
| Maayke Heuver        | 91     | 79         | 9     | 2      | 1      |
| Marloes Hulshof      | 79     | 68         | 9     | 1      | 1      |
| Daphne van Domselaar | 81     | 50         | 3     | 11     | 0      |
| Marisa Olislagers    | 80     | 62         | 7     | 6      | 0      |
| Mirte Roelvink       | 71     | 62         | 9     | 0      | 0      |
| Bente Jansen         | 67     | 52         | 2     | 13     | 0      |
| Ellen Jansen         | 64     | 57         | 6     | 0      | 1      |
| Anna-Lena Stolze     | 64     | 44         | 5     | 9      | 6      |
| Caitlin Dijkstra     | 62     | 42         | 6     | 9      | 5      |
| Suzanne Giesen       | 62     | 50         | 2     | 10     | 0      |
| Félicienne Minnaar   | 61     | 52         | 6     | 2      | 1      |
| Siri Worm            | 57     | 50         | 6     | 1      | 0      |
| Kika van Es          | 57     | 50         | 3     | 4      | 0      |
| Wieke Kaptein        | 57     | 40         | 11    | 6      | 0      |
| Carola Winter        | 52     | 46         | 6     | 0      | 0      |
| Kirsten Bakker       | 52     | 42         | 8     | 1      | 1      |
| Danique Ypema        | 51     | 41         | 2     | 9      | 0      |
| Ella Peddemors       | 50     | 40         | 2     | 6      | 2      |

### Meeste doelpunten
De volgende spelers scoorden ten minste 10 doelpunten voor FC Twente.
Laatste update: 7 augustus 2025 17:49 (CEST)
| Naam                | Totaal | Competitie | Beker | Europa | Overig |
| ------------------- | ------ | ---------- | ----- | ------ | ------ |
| Fenna Kalma         | 123    | 83         | 9     | 17     | 4      |
| Renate Jansen       | 90     | 62         | 13    | 13     | 2      |
| Joëlle Smits        | 50     | 45         | 5     | 0      | 0      |
| Marlous Pieëte      | 42     | 32         | 10    | 0      | 0      |
| Kayleigh van Dooren | 41     | 25         | 3     | 9      | 4      |
| Jaimy Ravensbergen  | 35     | 25         | 3     | 7      | 0      |
| Anouk Dekker        | 33     | 24         | 9     | 0      | 0      |
| Anna-Lena Stolze    | 26     | 18         | 3     | 4      | 1      |
| Bente Jansen        | 23     | 17         | 2     | 3      | 1      |
| Maayke Heuver       | 21     | 17         | 4     | 0      | 0      |
| Ellen Jansen        | 20     | 17         | 3     | 0      | 0      |
| Nikée van Dijk      | 18     | 9          | 1     | 4      | 4      |
| Liz Rijsbergen      | 17     | 12         | 1     | 2      | 2      |
| Sylvia Smit         | 15     | 10         | 5     | 0      | 0      |
| Elena Dhont         | 14     | 12         | 1     | 0      | 1      |
| Marisa Olislagers   | 12     | 9          | 1     | 0      | 2      |
| Suzanne Giesen      | 12     | 9          | 1     | 0      | 2      |
| Leonie Vliek        | 12     | 9          | 0     | 3      | 0      |
| Suzanne de Kort     | 10     | 6          | 4     | 0      | 0      |

### Internationals
Vanaf het begin heeft FC Twente internationals geleverd aan het Nederlands elftal. Marloes de Boer, Sylvia Smit, Marije Brummel en Jessica Torny waren al international op het moment dat ze naar FC Twente kwamen. Marlous Pieëte maakte haar debuut als Twente-speelster in 2009. Sinds seizoen 2008/09 heeft de ploeg ook buitenlandse internationals. De Zwitserse Nora Häuptle kwam vier duels uit voor haar land voor ze bij FC Twente tekende, maar speelde niet lang bij Twente. Lorca Van De Putte is international bij het Belgische elftal, net als Lenie Onzia die inmiddels bij een andere club speelt. In de loop der jaren debuteerden ook Anouk Dekker, Ellen Jansen en Sari van Veenendaal voor Oranje. Maayke Heuver debuteerde in 2012 in het Nederlands elftal. In oktober 2012 werd ook Siri Worm opgeroepen. In de jaren daarna zijn diverse speelsters van FC Twente voor het Nederlands elftal uitgekomen. In 2022 zijn dat onder andere Kika van Es, Renate Jansen, Kerstin Casparij, Caitlin Dijkstra, Marisa Olislagers, Daphne van Domselaar en Kayleigh van Dooren. Voor het WK 2023 werd Wieke Kaptein met haar 17 jaar de jongste WK debutante ooit.
FC Twente-speelsters in het Nederlands elftal
| Periode    | Naam                 | Interlands | Bij Twente |
| ---------- | -------------------- | ---------- | ---------- |
| ????-2009  | Jessica Torny        | 62         | 3          |
| 2001-2009  | Marloes de Boer      | 60         | 10         |
| 2007-2008  | Sylvia Smit          | 106        | 11         |
| 2007-2008  | Marije Brummel       | 29         | 3          |
| 2007-2014  | Marlous Pieëte       | 51         | 40         |
| 2009-2016  | Anouk Dekker         | 83         | ?          |
| 2007-2010  | Mirte Roelvink       | 4          | 1          |
| 2008-2018  | Ellen Jansen         | 16         | ?          |
| 2010-2022  | Sari van Veenendaal  | 62         | ?          |
| 2008-2016  | Maayke Heuver        | 7          | 7          |
| 2009-2017  | Siri Worm            | 41         | ?          |
| 2009-2023  | Kika van Es          | 72         | ?          |
| 2010-heden | Renate Jansen        | 50         | ?          |
| 2014-heden | Sherida Spitse       |            |            |
| 2016-2022  | Danique Kerkdijk     |            |            |
| 2017-heden | Jill Roord           |            |            |
| 2017-heden | Lineth Beerensteyn   |            |            |
| 2020-heden | Fenna Kalma          |            |            |
| 2020-heden | Lynn Wilms           | 16         | ?          |
| 2020-heden | Joëlle Smits         | 16         | 0          |
| 2021-heden | Sisca Folkertsma     | 16         | ?          |
| 2021-heden | Kerstin Casparij     | 19         | 4          |
| 2021-heden | Caitlin Dijkstra     | 8          | 8          |
| 2021-heden | Marisa Olislagers    | 5          | 5          |
| 2022-heden | Daphne van Domselaar | 12         | 12         |
| 2022-heden | Kayleigh van Dooren  | 4          | 4          |
| 2023-heden | Wieke Kaptein        | 2          | 2          |

## Voetnoten
4 Carleer ·
5 Knol ·
6 Groenewegen ·
7 Hulst ·
8 Van Ginkel ·
9 Ravensbergen ·
10 Roord ·
11 Tuin ·
12 Vliek ·
15 Diekman ·
16 Lemey ·
17 Andradóttir ·
18 Te Brake ·
19 Proost ·
20 Van Dijk ·
21 Oude Elberink ·
22 Bussman ·
23 Verdaasdonk ·
25 Van der Vegt ·
29 Ivens ·
Tijink ·
Coach: Dekker
· Assistent-coach: Van den Ing
ADO Den Haag · Ajax · AZ · Excelsior · Feyenoord · sc Heerenveen · NAC Breda · PEC Zwolle · PSV · Telstar · FC Twente · FC Utrecht